# Мария Тереза Савойска (1803 – 1879)
Мария Тереза Фернанда Фелицита Гаетана Пия Савойска (на италиански: Maria Teresa Fernanda Felicitas Gaetana Pia di Savoia, * 19 септември 1803, Дворец „Колона“, Рим, Папска държава; † 16 юли 1879, Сан Мартино ин Виняле, Кралство Италия) от Савойската династия, е принцеса от Кралство Сардиния-Пиемонт и чрез женитба първо херцогиня на Лука и след това херцогиня на Парма и Пиаченца.

## Произход
Тя е дъщеря на Виктор Емануил I Савойски (* 1759, † 1824), крал на Пиемонт и Сардиния, и ерцхерцогиня Мария Тереза Австрийска-Есте (* 1773, † 1832). Нейни дядо и баба по бащина линия са император Франц I Стефан и Мария Терезия, а по майчина – Фердинанд Карл Австрийски-Есте и Мария Беатриче д’Есте, принцеса на Модена и Реджо. Има един брат и пет сестри:  
- Мария Беатрис (* 1792, † 1840), херцогиня на Модена и Реджо и ерцхерцогиня на Австрия като съпруга на вуйчо си Франц IV
- Мария Аделаида (* 1794, † 1795)
- Карл Емануил (* 1794, † 1799)
- Сестра (* 1800, † 1801)
- Мария Анна (* 1803, † 1884), нейна близначка, императрица на Австрия, кралица на Бохемия и кралица на Унгария като съпруга на Фердинанд I
- Мария Кристина (* 1812, † 1836), кралица на Двете Сицилии като съпруга на Фердинанд II.

## Биография

### Ранни години
Родена е в Палацо Колона в Рим през 1803 г. Има сестра близначка – Мария Анна. Двете принцеси са кръстени от папа Пий VII. Техни кръстници са техните баба и дядо по майчина линия, ерцхерцог Фердинанд Карл и съпругата му Мария Беатриче Ричарда д'Есте. В Музея на Рим може да се види картина на кръщението. 
Прекарва по-голямата част от детството си в град Каляри на остров Сардиния, където семейството ѝ е намерило убежище от армиите на Наполеон I. През 1814 баща ѝ е възстановен да управлява в Пиемонт и семейството се завръща в Торино. Тя се надява да се омъжи за братовчед си Карл Алберт Савойски, който обаче през 1817 г. се жени за ерцхерцогиня Мария Тереза Австрийска, дъщеря на херцога на Тоскана.

### Брак
Мария Тереза се омъжва на 5 септември 1820 г. в Лука за херцог Карл II Лудвиг Бурбон-Пармски, херцог на Парма и Пиаченца (1847 – 1849) и на Лука, последният крал на Етрурия (1803 – 1807). Двамата имат две деца.
Мария Тереза е красива, висока, царствена с благородно и меланхолично изражение. Карл II Лудвиг къщо е красив и за тях се говори, че са най-добре изглеждащата кралска двойка на своето време. Те обаче са неподходящи един за друг. Тя е дълбоко религиозна жена, отдадена на своята католическа вяра. Карл II Лудвиг живее до голяма степен за собственото си удоволствие, често пренебрегвайки отговорностите на управлението. По-голямата част от семейния си живот прекарват разделени. „Дори и да нямаше любов“, коментира по-късно Карл Лудвиг, „имаше уважение“.
На 13 март 1824 г. майката на Карл II Лудвиг умира и той я наследява като Карл I, херцог на Лука. Така Мария Тереза става херцогиня на Лука. Пренебрегната от съпруга си, който има многобройни любовни афери, тя се обръща все повече към религията и започва да презира дворцовия живот и забавленията, към които съпругът ѝ е привързан. Той понякога я взима в пътуванията си и през 1829 г. тя го придружава при посещение в двора на Саксония. Отношенията им, студени от самото начало, бързо се влошават с времето.

### Късни години
Мария Тереза се оттегля напълно от двора на Лука, като се установява за постоянно първо във Вила ди Марлия, а по-късно във вилата си в Пианоре, където, заобиколена от свещеници и монахини, посвещава живота си на религията. След 1840 г. живее в пълно религиозно уединение в Пианоре. Тя е много привързана към собственото си семейство от Сардиния и води живот, посветен на религията. Заобикаля се със своя изповедник и със своите лекари хомеопати. Съпругът ѝ я посещава, но коментира, че слабият ѝ интелект и липсата на чувствителност „ще ѝ позволят да живее век". Тя има малко влияние върху техния син, който през 1845 г. се жени за принцеса Луиза Мария Тереза д'Артоа, дъщеря на Херцог дьо Бери и единствена сестра на френския законен претендент  Анри д'Артоа, граф на Шамбор.
На 17 декември 1847 г. императрица Мария Луиза умира и в съответствие с Виенския конгрес Карл заменя Херцогство Лука с това на Парма, ставайки херцог Карл II Пармски. Мария Тереза става херцогиня на Парма, но само за няколко месеца. Италианската революция избухва през март 1848 г. През март 1849 г. Карл абдикира като херцог на Парма и е наследен от техния син Карл III.
Мария Тереза живее предимно във вилата си във Виареджо, особено след убийството на сина си през 1854 г. Там тя построява параклис в памет на сина си. През 1855 г. пише мемоарите си.
От 1866 г. живее във вила в Сан Мартино ин Виняле на хълмовете точно на север от Лука, обслужвана само от нейния изповедник и от администратора на имота. Вилата все още се нарича „Имение „Мария Тереза“ (Tenuta Maria Teresa) в нейна чест. Там тя умира през 1879 г. в резултат на церебрална артериосклероза на 75-годишна възраст. Погребана е в гробището Кампо Верано в Рим, облечена в мантиите на Третия орден на Свети Доминик.

## Брак и потомство
∞ 17 август 1820 чрез представител в Торино за Карл Лудвиг Бурбон-Пармски, принц на Лука (* 22 декември 1799, Мадрид; † 16 април 1883, Ница), херцог на Лука (1824 – 1847), херцог на Парма и Пиаченца (1849 – 1854), от когото има син и дъщеря:
- Луиза Франциска Павлина Тереза Мария Анна Клотилда Беатриса Бурбон-Пармска (* 29 октомври 1821, Лука; † 8 септември 1823, пак там)
- Карл Йосиф Мария Виктор Балдасар Бурбон-Пармски (* 14 януари 1823, Лука; † 27 март 1854, убит в Парма), като Карл III херцог на Парма и Пиаченца (1848 – 1854), инфант на Испания на 8 октомври 1852 г., ∞ 10 ноември 1845 в Замък „Фросдорф“ за братовчедка си принцеса Луиза Мария Тереза Френска (* 21 септември 1819; † 1 февруари 1864), от която има двама сина и две дъщери; той е дядо на императрица Цита Австрийска.